# Ford River (North Esk River)
Der Ford River ist ein Fluss im Nordosten des australischen Bundesstaates Tasmanien.

## Geografie
Der rund 21 Kilometer lange Ford River entspringt an den Südhängen des Legges Tor, eines Berges im Norden des Ben-Lomond-Nationalparks, etwa 43 Kilometer östlich von Launceston. Von dort fließt er zunächst nach Nordwesten bis etwa drei Kilometer östlich der Kleinstadt Upper Blessington. Dort wendet er seinen Lauf nach Westen, durchfließt die Stadt und mündet ungefähr zwei Kilometer weiter westlich in den North Esk River.